# Kittitas
Kittitas és una població dels Estats Units a l'estat de Washington. Segons el cens del 2000 tenia 1.105 habitants.

## Demografia
Segons el cens del 2000, Kittitas tenia 1.105 habitants, 443 habitatges, i 295 famílies. La densitat de població era de 699,4 habitants per km².
Dels 443 habitatges en un 34,5% hi vivien nens de menys de 18 anys, en un 49,4% hi vivien parelles casades, en un 11,3% dones solteres, i en un 33,4% no eren unitats familiars. En el 27,3% dels habitatges hi vivien persones soles el 8,8% de les quals corresponia a persones de 65 anys o més que vivien soles. El nombre mitjà de persones vivint en cada habitatge era de 2,49 i el nombre mitjà de persones que vivien en cada família era de 3,02.
Per edats la població es repartia de la següent manera: un 29,1% tenia menys de 18 anys, un 9,8% entre 18 i 24, un 30,3% entre 25 i 44, un 19,8% de 45 a 60 i un 11% 65 anys o més.
L'edat mediana era de 32 anys. Per cada 100 dones de 18 o més anys hi havia 98,2 homes.
La renda mediana per habitatge era de 26.985 $ i la renda mediana per família de 31.382 $. Els homes tenien una renda mediana de 29.803 $ mentre que les dones 20.563 $. La renda per capita de la població era d'11.589 $. Aproximadament el 18,2% de les famílies i el 24,8% de la població estaven per davall del llindar de pobresa.

## Poblacions més properes
El següent diagrama mostra les poblacions més properes.